# Nogometni Klub Karlovac
El NK Karlovac es un club de fútbol croata de la ciudad de Karlovac, fundado en 1919. El equipo disputa sus partidos como local en el Stadion Branko Čavlović-Čavlek y juega en la KCL.

## Historia
El club fue fundado en 1919 como NK Borac, pero un año después fue renombrado NŠK Karlovac. El club mantuvo esta denominación hasta 1941, cuando se fusionó con varios clubes locales para formar el ŠK Velebit. Tras la Segunda Guerra Mundial, el Velebit se desintegró y el club se refundó como FD Udarnik, pasando a denominarse en 1948 SD Slavija. El club cambió su nombre nuevamente en 1954 a NK Karlovac, denominación que mantiene actualmente.
Bajo la conducción de Igor Pamić, el Karlovac tuvo ascensos consecutivos en las temporadas 2007–08 y 2008–09, alcanzando la Prva HNL por primera vez en su historia; pero a partir de la temporada 2010-11, el equipo empezó a atravesar problemas financieros, al punto en que fueron descendidos de categoría por irregularidades en sus finanzas, y para la temporada 2012-13 fueron forzados a competir en la Cuarta División de Croacia.

## Nombres Anteriores
- Borac (1919–1920)
- NŠK Karlovac (1920–1941)
- HŠK Velebit (1941–1945)
- Udarnik (1945–1948)
- Slavija (1948–1954)
- Karlovac (1954–1958)
- KSD (1958–1960)
- Karlovac (1960–2012)
- Karlovac 1919 (2012–presente)

## Entrenadores desde 2007
- Igor Pamić (2007–2011)
- Srećko Lušić (marzo de 2011–septiembre de 2011)
- Damir Petravić (septiembre de 2011–diciembre de 2011)
- Krešimir Ganjto (enero de 2012–marzo de 2012)